# Serious Money
Serious Money è una commedia satirica della drammaturga britannica Caryl Churchill, debuttata a Londra nel 1987. La commedia, che ha vinto il Laurence Olivier Award alla migliore nuova opera teatrale e l’Obie Award, parla del mercato azionario britannico ed è nota soprattutto per essere scritta in distici in rima.

## Trama
Scilla e Jake Todd sono ricchi fratello e sorella che si godono la vita nell’alta società, una vita bruscamente interrotta per Jake, ucciso misteriosamente. Scilla cerca l’assassino del fratello, che si scopre essere indagato per dei traffici illegali. La sottotrama invece racconta dei tentativi di Billy Corman e Zac Zackerman di impadronirsi dell’Albion Company da Duckett.